# Anacronicta pallidipennis
Anacronicta pallidipennis är en fjärilsart som beskrevs av W. Warren 1912. Anacronicta pallidipennis ingår i släktet Anacronicta och familjen Pantheidae. Inga underarter finns listade i Catalogue of Life.